# We're Gonna Get Wild
We're Gonna Get Wild is de eerste solosingle van de Nederlandse zangeres Rachel Kramer. Het nummer werd in december 2003 uitgebracht als soundtrack van de film Pista!. De zangeres werd door BNN-kijkers via internet met 54% van de stemmen verkozen tot zangeres van de single. Op dat moment had Kramer vooral bekendheid vanwege de K-otic, de groep waarvan ze deel uitmaakte voordat het begin 2003 werd ontbonden. Ondanks goede kritieken bleef het succes van deze single – en daarmee ook een solodoorbraak voor Kramer – uit. Het bleef steken op positie 97 van de Single Top 100.
De fysieke single, uitgebracht onder het label BMG/Zomba, bevatte de reguliere versie van het nummer, een instrumentale versie en de videoclip. In de clip worden beelden van Kramer afgewisseld met fragmenten uit de film.